# Poodytes
Poodytes — рід горобцеподібних птахів родини кобилочкових (Locustellidae). Представники цього роду мешкають в Австралазії. Раніше їх відносили до роду Матата (Megalurus), однак за результатами молекулярно-філогенетичного дослідження, яке показало поліфілітичність цього роду, вони були переведені до відновленого роду Poodytes.

## Види
Виділяють п'ять видів, включно з одним вимерлим:
- Матата очеретяна (Poodytes albolimbatus)
- Самітничок (Poodytes carteri)
- †Матата чатамська (Poodytes rufescens)[8]
- Матата строкатобока (Poodytes punctatus)
- Матата мала (Poodytes gramineus)

## Етимологія
Наукова назва роду Poodytes походить від сполучення слів дав.-гр. ποα — трава, луки і δυτης — той, хто пірнає.